# Romulus den store
Pour plus de détails, voir Fiche technique et Distribution.
Romulus den store (« Romulus le Grand ») est un film danois réalisé par Hans-Henrik Krause (en), sorti en 1969.
Ce film en noir et blanc est l'adaptation cinématographique d'une pièce de théâtre de Friedrich Dürrenmatt, Romulus der Große (1949), qui met en scène Romulus Augustule, dernier empereur romain d'Occident.

## Fiche technique
- Titre original : Romulus den store
- Réalisation : Hans-Henrik Krause (en)
- Scénario : Hans-Henrik Krause, d'après une pièce de Friedrich Dürrenmatt
- Scénographe : Sture Pyk
- Producteur : John Larsen
- Société de production : Danmarks Radio (DR)
- Société de distribution : Danmarks Radio (DR)
- Pays d'origine :  Danemark
- Langue : danois
- Format : Noir et blanc
- Genre : Drame historique
- Durée : 85 minutes
- Année : 1969
- Dates de sortie :
  -  Danemark : 1er janvier 1969

## Distribution
- Karl Stegger (en) : Romulus den store
- Preben Neergaard (en) : Odoaker
- Niels Hinrichsen (da) : Theoderic
- Tage Axelson (da) : Ilbud
- Ejner Federspiel : Achilles
- Aage Fønss : Pyramus
- Mime Fønss (da) : Julia
- Helle Hertz (da) : Rea
- Jørgen Kiil (en) : Phylax
- Helge Kjærulff-Schmidt : Zeno Isaurikus
- Eik Koch (da) : Cæsar Rupf
- Gunnar Lemvigh (en) : Tillius Rotundus
- Preben Mahrt (en) : Apollyon
- Henning Palner (en) : Æmilian
- Knud Rex (en) : Mares
- Gunnar Strømvad (en) : Kok
- Bent Vejlby (en) : Spurius Titus Mamma